# Anton Hackl
Pour les articles homonymes, voir Hackl.
 (décembre 2014).
Si vous disposez d'ouvrages ou d'articles de référence ou si vous connaissez des sites web de qualité traitant du thème abordé ici, merci de compléter l'article en donnant les références utiles à sa vérifiabilité et en les liant à la section « Notes et références ».
Anton « Toni » Hackl né le 25 mars 1915 et mort le 9 juillet 1984 est un pilote de chasse allemand durant la Seconde Guerre mondiale. Il fait partie de ce groupe d'as de la Luftwaffe qui ont volé tout au long de la guerre et ont survécu pour raconter leur histoire. Mais outre ce fait, Hackl a accumulé à la fin du conflit, un total de 192 victoires confirmées sur tous les théâtres d'opération où la Luftwaffe a combattu : Europe du Nord, Russie, Afrique et Méditerranée. Il occupe la 17e position des plus grands as de l'histoire.

## De l'infanterie à la Norvège
Fils d'un menuisier, Anton Hackl naquit dans la ville de Ratisbonne. Il s'engage pour servir auprès du 20e régiment d'infanterie de Bavière en 1933, peu après ses 18 ans. Néanmoins, Hackl reste peu de temps dans cette arme et devient en 1934, un des premiers soldats à être transférés dans la Luftwaffe encore secrète, où il sert au début comme conducteur. En 1937, c'est avec le grade d'Obergefreiter que Hackl conclut sa formation de pilote dans la localité de Halberstadt.
Le 1er avril 1938, l'Unteroffizier Hackl est désigné pour servir à la 5./JG 77 "Herz As" (la JG 77 étant encore appelée à cette époque JG 333).
Quand la Deuxième Guerre mondiale éclate en septembre 1939, Hackl participe à plusieurs missions pendant l'invasion de la Pologne mais sans obtenir quelque victoire. Le 1er mai 1940, Hackl est basé en Norvège. C'est lors de cette nouvelle campagne que l'Oberfeldwebel Hackl engendre un premier succès : le 15 juin 1940, dans un combat contre une formation de bombardiers de RAF au-dessus de Stavanger, il réussit à descendre deux avions Hudson britanniques, pour lesquels il est décoré de la croix de fer de 2e classe. Peu après, lors d'un appui aérien aux troupes allemandes qui maintiennent une tête de ponds de Narvik, Hackl descend un Hampden le 21 juin, puis un autre Hudson le 27, mais il est blessé au cours de ce combat. Pour son courage, Hackl est promu directement Oberleutnant en août pour sa bravoure au combat.

## Le front russe
La JG 77 est bientôt retirée du front, rééquipée et préparée pour la plus grande opération militaire de l'histoire : l'opération Barbarossa, l'invasion de l'URSS. Quand cette gigantesque campagne débute au 22 juin 1941, l'unité de Hackl est postée le 29 juillet à l'extrême sud, avançant sur l'Ukraine et cumule plusieurs dizaines de victoires contre un adversaire mal formé et désorganisé. À la fin de 1941, Hackl comptabilise déjà 27 succès avant que l'hiver ne stoppe les opérations dans ce secteur. Au printemps 1942, la JG 77 est regroupée en Crimée pour couvrir l'offensive allemande d'été dans le sud de l'URSS. Devenu entretemps Staffelkapitän de la 5./JG 77 le 23 janvier 1942, l'Oberleutnant Anton Hackl reçoit le 25 mai, la croix de chevalier de la Croix de fer après 48 victoires aériennes.
En avançant par le Caucase en direction à la mer Noire, Hackl réalise une série d'exploits en juillet avec plusieurs victoires multiples, notamment trois triplés et deux sextuplés les 21 et 23 juillet. En tout, c'est 37 succès qu'il revendique pour ce seul mois. Finalement, le 3 août, Hackl réalise un nouveau triplé et porte à 102 son palmarès. Le 9 août 1942, le Hauptmann Anton Hackl devient le 109e soldat du Wehrmacht à recevoir les feuilles de chêne.

## L'Afrique
Son unité reste sur le front russe jusqu'au milieu du mois d'octobre 1942 avant d'être transférée sur le théâtre d'opérations de la Méditerranée et d'Afrique du Nord, pour venir en aide à l'Afrika-Korps d'Erwin Rommel. Les premières victoires de Hackl sur les sables du désert viennent le 20 décembre 1942, quand il descend deux chasseurs Kittyhawk de la RAF, c'est alors sa 126e victoire. Comme d'autres, Hackl continue implacablement à se battre dans des conditions d'infériorité numérique de plus en plus défavorables. Il abat quatre autres Kittyhawks confirmées en janvier, sa 130e est atteinte le 14 janvier. Néanmoins, la chance ne dure pas : le 4 février 1943, Hackl mène une attaque contre deux bombardiers quadrimoteurs américains mais il est à son tour intercepté par un chasseur bimoteur P-38 Lightning d'escorte et se retrouve blessé à la tête ainsi qu'à la main droite. Il réussit néanmoins à atterrir en territoire ami où il est sauvé par des troupes allemandes. Envoyé dans un hôpital en Italie, Hackl est ensuite transféré en Allemagne pour récupérer.

## Défense du Reich
De nouveau opérationnel en septembre 1943, Hackl sert au Stab de la JG 11 dans la défense du Reich. Il n'était pas rare en effet qu'à cette époque, les meilleurs as ayant fait leurs preuves contre l'armée rouge soit affectés sur ce secteur du front bien plus coriace. Volant sur Bf 109G équipé de canons de 20 mm supplémentaire sous les ailes afin d'abattre les gros quadrimoteurs américains B-17 et B-24, Hackl va se révéler un redoutable expert à la chasse de ces bombardiers lourds et robustes. Le 1er octobre, il devient Kommandeur du III./JG 11, son score s'établissant à 6 succès de plus à la fin de l'année, tous contre des quadrimoteurs. Au cours de l'hiver et du printemps 1944, il descend en moyenne 3 de ces avions par mois.
En avril 1944, il commande à titre provisoire la JG 11 avant d'être à nouveau sérieusement blessé dans un combat avec un P-47 le 15 avril. Il reçoit les glaives pour sa 162e victoire le 13 juillet. En juillet 1944, Hackl devient Kommodore de la JG 76 en tant que Major. Son parcours au sein de cette escadre est toutefois peu connu.

## Jusqu'à la fin
Le 9 octobre, il laisse la JG 76 et prend en charge le II./JG 26 pour remplacer Georg-Peter Eder, (également redoutable expert à la chasse aux bombardiers lourds) affecté à l'Erprobungskommando 262. Hackl a alors 165 victoires à son actif, qu'il porte à 176 à la fin de l'année. Le 30 janvier 1945, Hackl est nommé Kommodore par intérim de la JG 300. Moins d'un mois plus tard, le 20 février, l'as revient à la JG 11, pour devenir à la fois le dernier Kommodore et le meilleur as de cette escadre avec 41 victoires au total, ses 12 dernières l'étant contre les forces soviétiques.

## Un carnet de vol bien rempli
Anton Hackl a combattu de 1939 à 1945 et effectué plus 1 000 sorties de guerre. Il a remporté 192 victoires confirmées, sans compter ses 24 dernières non confirmées. Il a eu 132 succès à l'Est dont plus d'une vingtaine de Il-2. Parmi ses 60 victoires à l'Ouest, plus de la moitié (34) sont des quadrimoteurs, ce qui en fait le deuxième meilleur as contre ce type d'appareil derrière Georg-Peter Eder. Il a été descendu 8 fois et blessé à 4 reprises.
Anton Hackl est décédé dans sa ville natale de Ratisbonne, le 9 juillet 1984 à 69 ans.